# کلیفورد هیو داوکر
کلیفورد هیو داوکر (انگلیسی: Clifford Hugh Dowker؛ ۲ مارس ۱۹۱۲ – ۱۴ اکتبر ۱۹۸۲) توپولوژیست زاده کانادا بود که برای کارهایش در توپولوژی عمومی و همچنین فعالیت‌هایش در نظریه رسته‌ها، نظریه بافه و نظریه گره شناخته می‌شود.